# Issa Mohamed (kolarz)
Issa Mohamed (ar. عيسى محمد; ur. w 1965) – emiracki kolarz szosowy, olimpijczyk.
Brał udział w Letnich Igrzyskach Olimpijskich 1988 w Seulu. Wystąpił wyłącznie w jeździe indywidualnej ze startu wspólnego, jednak nie ukończył wyścigu.